# Aedes senyavinensis
Aedes senyavinensis är en tvåvingeart som beskrevs av Knight och Hurlbut 1949. Aedes senyavinensis ingår i släktet Aedes och familjen stickmyggor. Inga underarter finns listade i Catalogue of Life.